# Alexandru Socec
Alexandru Socec (n. 17 august 1859, București - d. 31 mai 1928, București) a fost unul dintre generalii Armatei României din Primul Război Mondial.
A îndeplinit funcția de comandant de divizie în campania anului 1916 .
A fost acuzat pe nedrept de părăsire de post pe timpul Bătăliei pentru București, fiind condamnat de Tribunalul Militar la 22 ianuarie 1917 și degradat în fața trupelor pe care le-a comandat. Deși nevinovat, rămâne închis până la 3 octombrie 1918, când procesul este revizuit de Tribunalul Militar din Iași prezidat de generalul Constantin Coandă. Generalul Al. Socec a fost absolvit de toate acuzațiile nefondate în baza cărora fusese condamnat, fiind apoi reintegrat în drepturi și onoruri.

## Biografie
Alexandru Socec s-a născut în anul 1859, la București. Tatăl său a fost celebrul librar și editor Ioan V. Socec, originar din Săcele, refugiat în București în 1848, în urma participării la Revoluția de la 1848.
A urmat liceul în Germania, la Leipzig pe care l-a absolvit în 1877. Din 1877 pânâ în 1880 face o lungă călătorie de plăcere la Viena, Dresda, Paris, Nisa și Monte Carlo. Revenit în țară se înscrie la Școala de subofițeri de la Mănăstirea Dealu, în urma absolvirii căreia va fi avansat la gradul de sublocotenent în 1883.
În 1885 se căsătorește la Viena cu Susie Harlan Price (n.1860 sau 1862,în Wilmington, Delaware), o americană pe care o cunoscuse în Franța. În urma decesului acesteia în 1914, se va recăsători în anul 1917, la Iași (în închisoare), cu Smaranda (n. 1880).

## Cariera militară
După absolvirea școlii militare de ofițeri cu gradul de sublocotenent, Alexandru Socec a ocupat diferite poziții în cadrul unităților de cavalerie sau în eșaloanele superioare ale armatei, cele mai importante fiind cele de comandant al Regimentului 9 Roșiori sau comandant al Corpului 3 Teritorial.
În perioada Primului Război Mondial, îndeplinit funcțiile de comandant al Diviziei 3 Infanterie, în perioada 27 august 1916 - 3 septembrie 1916 și comandant al Diviziei 2 Infanterie, în perioada 3 septembrie 1916 - 8 decembrie 1916.

## Scrieri
- Calul. Principii asupra organizației, exteriorului, hygienei, potcovitului și boalelor calului cu 91 figuri în text și 5 planșe colorate, aretand exteriorul și dispozițiunile interioare ale organelor, de Alexandru V. I. Socec Căpitan de cavalerie, Editura Librăriei Socecu & Comp., Bucuresci, 1895.
- Dictionnaire des guerres. La guerre Franco-Allemande. Recueil par ordre alphabétique des événements de 1870-71 par Alexandre Socec, Capitaine de la Cavalerie roumaine. Bucarest, Établissement Graphique J. V. Socecu, 1893.
- Dictionnaire des guerres. La guerre Franco-Allemande. Recueil par ordre alphabétique des événements de 1870-71 par Alexandre Socec, Capitaine de la Cavalerie roumaine, Ed. II. Bruxelles, Librairie Militaire Spineaux & C-ie, 1895.
- Gramatica germană, prelucrată după cele mai bune metode de Alex. Socecu, Editura Socecu, București,1881.
- Die Rumänische Armee, ihre Organisation, Einteilung, Stärke und Uniformierung, Bearbeitet von Alexander I. V. Socecu Rittmesiter im Königl. Rumänische I. roten Husaren-Regiment, Ritter der Krone von Rumänien etc. II Deutsche Verlagsdruckerei Albert Müller, 189?[10]
- Zile de restriște din anii 1916 - 1918 și episodul din Bătălia de pe Argeș de Generalul Alexandru I. V. Socec, fost Comandant al Diviziei a 2-a, al Grupului Român de Divizii 2, 9, 12, 15 și al Div. 2/5. Ediția 2-a, București, „Tiparnița”, Institut de Arte Grafice, 1928.
- Jurnal - 25 caiete manuscrise, 1877-1928[11].

## Decorații
- Ordinul „Steaua României”, în grad de ofițer (1912)
- Ordinul „Coroana României”, în grad de ofițer (1901)
- Medalia „Bene Merenti”,  clasa I, (1913)
- Semnul onorific de aur pentru serviciu militar de 25 de ani (1912)[2]:p. 430